# Bohdan Jarmołowicz
Bohdan Jarmołowicz, ps. „Danek” (ur. 2 listopada 1951 w Olsztynie) – polski dyrygent, pianista, kompozytor, aranżer, nauczyciel akademicki.

## Życiorys
Absolwent olsztyńskiego II Liceum Ogólnokształcącego im. Konstantego Ildefonsa Gałczyńskiego w Olsztynie i Państwowej Szkoły Muzycznej II stopnia im. Fryderyka Chopina w klasie fortepianu i wychowania muzycznego. W 1971 roku wyjechał z Olsztyna i rozpoczął studia w Państwowej Wyższej Szkole Muzycznej w Poznaniu. W okresie studiów grywał w klubie studenckim „Od nowa” i wkrótce założył wraz z Waldemarem Świerglem, Zbigniewem Wromblem i Krzysztofem Przybyłowiczem jazzową grupę, która przez pierwsze lata działała pod nazwą Kwartet Danka Jarmołowicza, a od 1976 wraz z dołączeniem Krzesimira Dębskiego, jako Warsztat z którym w latach 1975–1977 zdobył szereg nagród podczas kolejnych edycji festiwalu Jazz nad Odrą we Wrocławiu (I nagroda i wyróżnienie za kompozycję; II nagroda w kategorii instrumentalistów; III i IV nagrody zespołowe). W tym okresie został także laureatem III nagrody na Międzynarodowego Festiwalu Pianistów Jazzowych w Kaliszu, a także nagrody specjalnej na Festiwalu Złota Tarka w Warszawie. W 1976 roku ukończył studia dyrygenckie w klasie prof. Witolda Krzemieńskiego, zaś w 1977 studia z zakresu kompozycji w klasie prof. Floriana Dąbrowskiego. 
Przez kilka lat współpracował z Poznańską Orkiestrą Polskiego Radia i Telewizji, z którą dokonał wielu nagrań radiowych i płytowych, w tym własnych kompozycji we własnej aranżacji. Komponował i nagrywał muzykę do spektakli teatralnych m.in. dla Teatru Telewizji oraz na potrzeby filmu. W latach 80. i 90. występował w Europie Zachodniej, pełniąc funkcję dyrygenta i generalnego dyrektora muzycznego amerykańsko-niemieckich produkcji musicalowych, takich jak m.in. Cabaret, West Side Story i Phantom of The Opera. W latach 1984–1986 pełnił funkcję dyrektora artystycznego Państwowej Filharmonii im. Feliksa Nowowiejskiego w Olsztynie. Od 1990 prowadzi koncerty inauguracyjne, odbywającego się corocznie Festiwalu Pianistyki Polskiej. W roku 1991, jako jeden z czterech dyrygentów brał udział w europejskiej prapremierze kompozycji George’a Crumba, zatytułowanej The Star Child podczas Festiwalu Muzyki Współczesnej „Warszawska Jesień”. 
W latach 1992–2017 był dyrektorem Państwowej Orkiestry Kameralnej, zaś w latach 1992–2005 Teatru Impresaryjnego w Słupsku, które 28 czerwca 2005 roku zostały przekształcone w Polską Filharmonię Sinfonia Baltica. Ma na swym koncie liczne prawykonania wielu utworów współczesnych, m.in.: Koncert fortepianowy, Koncert na dwa Stradivariusy czy symfonia Nihil homine mirabilius, autorstwa Krzesimira Dębskiego; Requiem dla mojego przyjaciela, autorstwa Zbigniewa Preisnera (po raz pierwszy zaprezentowany w czerwcu 1999 roku). A także utwory autorstwa: Norberta Mateusza Kuźnika, Piotra Mossa, Mikołaja Hertla czy Bogusława Schaeffera. Koncertował i nagrywał z licznymi orkiestrami, m.in. z Narodową Orkiestrą Symfoniczną Polskiego Radia w Katowicach i Das Sinfonie Orchester Berlin. 
Występował z czołówką solistów polskich i zagranicznych, wśród nich m.in. znaleźli się: Wiesław Prządka, Tomasz Tomaszewski, Filip Wojciechowski, Krzysztof Jakowicz, Jakub Jakowicz, Konstanty Andrzej Kulka, Piotr Paleczny, Roman Jabłoński, Regina Smendzianka, Wanda Wiłkomirska, Beata Bilińska, Stanisław Drzewiecki, Agata Szymczewska, Katherine DeJongh, Greg Banaszak, Vadim Brodski, Richard Galliano, Philippe Giusiano, Cyprien Katsaris, Kevin Kenner, Giennadij Woskresienski, Grigorij Żyslin czy L. Subramaniam.
Jako aranżer i dyrygent wziął udział w realizacji ponad trzydziestu płyt. Wykłada na Akademii Muzycznej im. Feliksa Nowowiejskiego w Bydgoszczy.

## Nagrody i odznaczenia[4][5]
- I nagroda i wyróżnienie za kompozycję[6]; II nagroda w kategorii „Instrumentalista”; III i IV nagrody zespołowe – jako pianista własnego Kwartetu Danka Jarmołowicza, który w 1976 roku zmienił nazwę i rozpoczął występy pod nazwą Warsztat[6] (Jazz nad Odrą – w latach 1975–1977[7])
- III nagroda na Międzynarodowym Festiwalu Pianistów Jazzowych w Kaliszu
- Nagroda specjalna na Festiwalu Jazzu Tradycyjnego „Złota Tarka” w Iławie
- Finalista Konkursu Młodych Dyrygentów w Besançon (Francja, 1980)
- Medal „Za zasługi dla Miasta Słupska” (1983)
- Srebrny Krzyż Zasługi (1997)
- Nominacja do Nagrody Grammy (1998) – za płytę nagraną z saksofonistą Gregiem Banaszakiem pt. Saxophone Concertos
- Złoty Krzyż Zasługi (2000)
- Nagroda Polskiego Radia Koszalin – „Sukces 2000”
- „Osobowość Radiowa Roku” – wyróżnienie przyznawane przez dziennikarzy Polskiego Radia Gdańsk
- Tytuł „Dżentelmen Roku 2002” – wyróżnienie przyznawane przez dziennikarzy Radia Eska Nord, TVP3 Gdańsk i Głosu Wybrzeża
- Nagroda Pomorskiej Nagrody Artystycznej „Gryf” (2002, 2003 – w kategorii „Wydarzenie Artystyczne” zwyciężył koncert Violin Summit, gwiazdy polskiej wiolonistyki) przyznawanej przez Wojewodę i Marszałka Województwa Pomorskiego
- Nagroda specjalna i dyplomem za Wspieranie szkolnictwa artystycznego z rąk Ministra Kultury i Dziedzictwa Narodowego w uznaniu dla zasług dla kultury polskiej (styczeń 2006)